# Lago Nipigon
Il  lago Nipigon è il più grande lago contenuto completamente all'interno dei confini della provincia canadese dell'Ontario.
Posto ad un'altitudine di 260 metri sul livello del mare, ha una superficie di 4.848 km².
L'emissario è il fiume Nipigon, che dopo 48 km sfocia nel lago Superiore.
Contiene un volume d'acqua di 248 km3 (circa cinque volte quello del lago di Garda).